# Glyphoglossus smithi
Glyphoglossus smithi es una especie de anfibio anuro de la familia Microhylidae. Esta rana es endémica de la isla de Borneo, donde se ha encontrado en Sabah y Sarawak (Malasia). Probablemente se encuentre también en Brunéi y en el Borneo indonesio. Es una especie fosorial que habita selvas tropicales en zonas bajas.